# Bataille de la Berre
Pour les articles homonymes, voir Berre.
Invasion omeyyade en France
Batailles
La bataille de la Berre ou bataille de Birra[réf. nécessaire] oppose en 737 l'armée des Francs mérovingiens aux musulmans qui depuis 719 occupent Narbonne au nom du califat omeyyade de Damas. 
Inscrite dans la campagne lancée par le maire du palais d'Austrasie Charles Martel en Provence et en Septimanie, elle a lieu alors au cours du siège de Narbonne. C'est une armée de secours qui est battue près de la Berre, cours d'eau proche de la ville, permettant aux Francs de reprendre le siège de la ville, mais en vain (Narbonne n'est finalement reprise qu'en 759).

## Contexte
Après la prise de Narbonne en 719 par le gouverneur omeyyade d'Al-ʾAndalus As-Samḥ ibn Mālik Al-Ḫawlāniyy, la ville est utilisée comme base militaire pour les opérations futures. 
Après sa victoire à la bataille de Poitiers en 732, Charles Martel ne se contente pas de défendre le royaume franc. Il lance une série d'offensives pour reconquérir les territoires occupés par les omeyyades, notamment en Provence et en Septimanie. 

## Prélude: le siège de Narbonne et l'envoi d'une armée de secours
En 737, après le succès de la bataille d'Avignon, Charles Martel, maire du palais d'Austrasie, entreprend le siège de Narbonne. 
Comprenant que le sort de la Septimanie dépend de celui de la ville, le gouverneur d'Al-ʾAndalus ʿUqba ibn Al-Ḥaǧǧāǧ As-Salūliyy envoie une armée commandée par ʿUmar ibn Ḫālid au secours  des assiégés. 
Afin d'arriver à temps, les Omeyyades décident de se rendre à Narbonne par mer. Arrivés au port, ils remontent l'Aude en barques, mais sont surpris par les fortifications fluviales de l'assiégeant. Ils décident alors de rejoindre Narbonne par terre. 
Charles Martel se dirige avec une partie de l'armée de siège à la rencontre des musulmans. La rencontre a lieu près de l'embouchure de la Berre (étang de Bages-Sigean).

## Déroulement

Localisation de la bataille de la Berre (carte actuelle). À l'époque, l'embouchure de la Berre se situait vraisemblablement près de Pech Maho (non loin du lieu de la bataille) ; la rivière se jetait dans l'étang qui recouvrait l'actuelle plaine du Lac avec peut-être aussi un bras vers Sigean).

Les Francs, guidés par des villageois à travers les Corbières, attaquent par surprise les Omeyyades, qui n'ont pas le temps d'effectuer une reconnaissance du terrain. Après avoir résisté au premier assaut, les Omeyyades cèdent puis battent en retraite après la mort de leur commandant ʿUmar. Les Francs les poursuivent, leur infligent de lourdes pertes, se constituent un important butin et font de nombreux prisonniers.

## Suites

### L'échec du siège de Narbonne
Charles Martel a les mains libres pour concentrer ses efforts sur le siège, mais la ville est bien défendue et résiste. 
Le manque de matériel de siège, l'arrivée de l'hiver et l'apparition de menaces plus urgentes pour les Francs (l'hostilité du duc d'Aquitaine et la rébellion menée par Mauronte, duc de Provence) font que le siège est finalement levé avant la fin de l'année. 
Durant leur retraite, les Francs ravagent plusieurs villes en Septimanie, notamment Nîmes, Agde, Béziers et Maguelone. 

### Narbonne musulmane de 737 à 759
Devenue une garnison sans véritable importance, Narbonne reste musulmane jusqu'en 759, date à laquelle elle est conquise par Pépin le Bref. 
En fait de conquête, il semble qu'à l'instar de nombreuses villes de Provence et de Septimanie en 736 et 737, la ville est pillée et ses habitants en grande partie tués.[pas clair]

## Jugements sur la bataille de la Berre et la bataille de Poitiers
Bien que l'histoire du XIXe siècle ait fait de la bataille de Poitiers de 732 l'événement essentiel de l'échec des musulmans en Gaule franque, il est communément[réf. nécessaire] admis par les spécialistes que c'est la bataille de la Berre qui a mis un coup d'arrêt à la conquête musulmane au nord des Pyrénées. 
En effet, l'enjeu de la bataille de la Berre était la libération de Narbonne, ville de garnison musulmane d'où partaient des razzia et où un pouvoir politique commençait à prendre forme.